# Isolierte Schiene
Die isolierte Schiene ist ein linienförmig wirkendes Gleisschaltmittel der deutschen Eisenbahn, die vor allem in alten mechanischen und elektromechanischen Stellwerken, aber auch in älteren Bauformen von Relaisstellwerken vorhanden ist. Im Gegensatz zu punktförmig wirkenden Gleisschaltmitteln wie Schienenkontakten wird über eine isolierte Schiene nicht nur das Befahren, sondern auch das Verlassen durch die letzte Achse sicher erkannt. 
Sie besteht aus einem kurzen Stück (ca. 25 bis 30 Meter) Schiene, das durch zwei Isolierstöße vom restlichen Gleis galvanisch getrennt ist. Ihre Funktionsweise ähnelt der eines Gleisstromkreises zur Gleisfreimeldung. Haupteinsatzzweck ist die Sicherstellung der Mitwirkung eines Zuges für den Rückblock sowie als Auflösekriterium für die Ausfahrt.
Die isolierte Schiene besteht aus einem Schienenkontakt und einem Gleisstromkreis. Der Schienenkontakt stellt sicher, dass auf jeden Fall ein Zug gefahren ist (erste Achse). Der Gleisstromkreis stellt sicher, dass der Zug, der gefahren ist, auch wirklich den Bereich der isolierten Schiene verlassen hat (letzte Achse).

## Funktionsweise
Die isolierte Schiene besteht aus einem Schienenkontakt und einem kurzen Gleisstromkreis. Die Länge des Gleisstromkreises muss Fahrzeuge sicher erkennen, daher darf der Abstand den Mindestachsabstand der Fahrzeuge nicht unterschreiten. Festgelegt ist ein Wert von 30 Metern. Im Gegensatz zu Gleisstromkreisen der Gleisfreimeldung wird eine isolierte Schiene erst dann angeschaltet und mit Spannung versorgt, wenn eine dazugehörende Fahrstraße festgelegt und im Fall der elektrischen Streckentastensperre das entsprechende Einfahrsignal auf Fahrt gestellt wird. Realisiert wird die Schaltung in Relaistechnik. Dafür gibt es Wandgruppen zum Einbau in Stellwerken ohne Relaisraum, in selteneren Fällen auch Relaisgruppen, die dem Gefäßsystem der jeweiligen Stellwerksbauform entsprechen. In Relaisblockgruppen sind die Relais für die isolierte Schiene in der Regel ebenfalls integriert. Für die älteren Bauarten, die mit Magnetschaltern der Vereinigten Eisenbahn-Signalwerke ausgerüstet waren, sind die Bezeichnungen Magnetschaltergruppe Bauform 1932 und Magnetschaltergruppe Bauform 1943 üblich.
Angeschaltet wird die Schaltung des Rückblockentsperrers bzw. der Streckentastensperre durch Umlegen des Signalhebels (bzw. der Signalfahrstellung), die der Fahrstraßenauflösung bei der Fahrstraßenfestlegung. Das Gleisrelais zieht an, da die isolierte Schiene frei ist (Ruhestromprinzip). Befährt die erste Achse des Zuges, fällt das Gleisrelais ab. Erreicht diese Achse den Schienenkontakt, schließt er und das dazugehörende Schienenkontaktrelais zieht an. Es hält sich über einen Selbsthaltekontakt, damit zieht das Auslöserelais erste Achse an. Verlässt die letzte Achse den Bereich der isolierten Schiene, zieht das Gleisrelais und danach ein zweites Auslöserelais an, das die Streckentastensperre oder den Rückblockentsperrer auslöst. Dies ist ein Relais, das den Rückblock technisch freigibt. Ist die Streckentastensperre eine Springtastensperre, die mit einem kurzen Impuls entsperrt wird, wird die Relaisgruppe mit ihrem Auslösen wieder abgeschaltet, wodurch alle Relais abfallen. Ist sie eine Dauerstromtastensperre oder im Fall des Rückblockentsperrers beim Relaisblock wird die Relaisgruppe erst bei der Rückblockabgabe abgeschaltet, bei der Fahrstraßenauflösung mit dem Wiederanzug des Festlegerelais. Bei den Relaisgruppen mit drei Relais entfällt das Auslöserelais letzte Achse, es wird durch eine Kontaktkombination der übrigen drei Relais ersetzt.
Ist der Gleisstromkreis zum Beispiel wegen zu geringen Bettungswiderstandes gestört, so kann noch auf das Kriterium erste Achse umgeschaltet werden. In diesem Hilfsbetriebsmodus wird nur das Vorhandensein des Zuges geprüft. Das Verlassen des Zuges muss durch Hinsehen durch den Bediener geprüft werden. Das Freifahren des Abschnittes wird in diesem Fall durch die zusätzliche Betätigung der Mitwirktaste ersetzt. Wegen der sonst möglichen Frühauflösung von Fahrstraßen, die ein Umstellen von Weichen noch unter dem fahrenden Zug ermöglichen würden, gibt es bei Fahrstraßenauflösegruppen keine Umschaltmöglichkeit auf die erste Achse. Bei einer gestörten Fahrstraßenauflösung ist die Hilfsauflösung zu benutzen.
Gibt es im Stellwerksbereich ohnehin eine selbsttätige Gleisfreimeldeanlage, wird ein Gleisabschnitt, in der Regel der Schutzabschnitt hinter dem Einfahrsignal, mitbenutzt. Er erhält dafür, sofern nicht schon vorhanden, einen zusätzlichen Schienenkontakt. Dieses Verfahren kann auch bei Gleisfreimeldung durch Achszähler angewendet werden.
Ein Nachteil klassischer isolierter Schienen ist, dass sie systembedingt nicht erdfrei arbeiten. Soll das Stellwerk ansonsten erdfrei gehalten werden, ist für die Versorgung der isolierten Schienen eine eigene Stromversorgung mit einer zusätzlichen Batterie erforderlich. Insbesondere für Relaisstellwerke mit ohnehin vorhandenen Netzersatzanlagen wurden Schaltungen für die Speisung mit 60 V Wechselspannung entwickelt. Mit zwei zusätzlichen Transformatoren im Gleisanschlusskasten ist nur die isolierte Schiene selbst erdfühlig. Vergleichbar ist der Einsatz eines Tf-Gleisstromkreises. Dieser benötigt keine netzersatzgesichtere Wechselspannung, in günstigen Fällen auch keine Isolierstöße.